# هوارد آدامز
هوارد آدامز هو كاتب كندي، ولد في 8 سبتمبر 1921 في سانت لوييس في كندا، وتوفي في 8 سبتمبر 2001 في فانكوفر في كندا.